# 아쿠아 (음악 그룹)
아쿠아는 대한민국의 전 걸그룹이다. 2018년 싱글 [Log In]으로 데뷔했다.

## 음반
- Log In (2018)